# امبدة (أم درمان)
امبدة أحد محافظات ولاية الخرطوم في السودان ، حيث تبعد المحافظة عن العاصمة الخرطوم حوالي 10 كم ، وعن مدينة أم درمان حوالي 2 كم ، وعن مدينة بحري حوالي 8 كم 

## موقعها وحدودها ومعالمها الطبيعية
تقع محلية أمبدة عند البوابة الغربية لمحلية أم درمان الكبرى، يحدها من جهة الغرب ولاية شمال كردفان ومن الشرق محلية أم درمان حتى امتدادها جنوباً ومن الشمال الغربي الولاية الشمالية ومن أهم معالمها سلسلة جبال المرخيات، وقوز أبوضلوع، ووادي المقدم، ووسلسلة جبال سوج.

## المساحة والسكان
محلية أمبدة من أكبر المحليات مساحة بولاية الخرطوم حيث تقدر بحوالى (20,695) كيلو متر مربع، هذا الاتساع بالرقعة الجغرافية جعلها من أكثر المحليات كثافة بالسكان مما جعلها تتصدر قائمة محليات الولاية في كل التعدادات السكانية التي أجريت مؤخرًا، قدّر سكانها الآن باكثر من (1,2) مليون نسمة تقريبا حسب إحصائيات محلية أمبدة، إلا أن إحصائيات أخرى أجراها بعض المهتمين بالشأن وعززها بالتأكيد الأمير محمد أحمد امبدا أن قاطنيها يفوق المليونين والنصف نسمة.

## التقسيم الإداري
- وحدة الأمير الإدارية
- وحدة البقعة الإدارية
- وحدة السلام الإدارية
- ووحدة الريف الغربي الإدارية وبها (139) حارة ومربعاً و(124) قرية بالريف الغربي، وبها مخططان سكنيان حديثان هما التيسير والريحان.

## معلومات إحصائية
وبحسب محلية أمبدة ومعلومات أخرى من مطبق تعريفي بالمحلية أعده الأستاذ خالد عوض الشيخ، في عام 2010 إبان معتمدية الجعفري للمحلية: إن المحلية كانت تتبع لمحافظة أم درمان سابقاً وتم فصلها في العام 1994م بعد تخطيطها في أواخر الستينيات.
- حيث بلغ عدد المدارس الأساسية الحكومية (257)، وعدد (122) مدرسة خاصه إضافة إلى(406) من رياض الأطفال، فيما بلغ عدد المدارس الثانوية الحكومية (36) مدرسة و(85) مدرسة خاصة،
- كما توجد داخل المحلية (13) محطة وقود
- و(164) صيدلية.
- إلا أنه وبرغم كثافة السكان بها مستشفى حكومي واحد فقط، وهو المتكامل الذي يتبع للتأمين الصحي
- والمستشفى الثاني هو مستشفى الصداقة الصينية والثالث هو أمبده النموذجي إلا أنه تم تجفيفه مؤخرًا، أما المستشفيات الخاصة فهي اثنان فقط.
- بينما بلغ عدد المراكز الصحية الحكوميه (24) مركزًا و(12) مركزاً خاصاً و(69) مركزاً صحياً يتبع للمنظمات.
- كما توجد بالمحلية ثمانية أقسام شرطة جنائية وثمانية مدنية إضافة إلى أربع نيابات وخمس محاكم.
- بها (75) مشروعاً زراعياً، ومشروعين صناعيين.
- إضافة إلى(60) آلية نظافة تعمل داخل المحلية.
- مع وجود (25) ميداناً رياضياً مسجلاً و(214) ميداناً رياضياً غير مسجل، و(44) فريق كرة قدم،
- و(054) مسجداً، و(211) خلوة، و(52) كنيسة حسب إحصائيات أجريت في العام (2010م) إلا أن العدد قل بكثير قبل الانفصال.

## معالمها وأحياءها المشهورة
من أهم المعالم:
- امبده الحاره الساته من أقدم الحارات عراقة" و من أشهر معالمها محافظة او محلية امبده الاداريه و خلاوي الشيخ دفع الله الصايم ديمه  وحي الجموعيه و حي الأنصار و حي الدناقلة و السريحه  ومن أشهر الجوامع  جامع الأنصار و جامع الختمية( لا اله الا الله محمد رسول) و جامع الرايات و بها القسم الأوسط (  مركز شرطة امبدة و سط) و ومنزل المحافظ  أشهر محطاتها محطة المحافظه و محطة ود البحر أو مدارس الفاروق و محطة القسم و محطة الدمية ااو سوداتل
- ام بدة الحارة الثانية.
- ومحطة ود البشير.
- وتعتبر أمبدة الحارة الخامسة من أقدم الأحياء ومن أشهرها.
- أم بدة السبيل.
- والراشدين.
- وحمد النيل.
- وأمبدة الجميعاب.
- والعاشرة.

وشوارعها الأساسية هي:
- شارع الردمية.
- شارع السبيل.
- شارع الجميعاب.
- شارع كرور.
- شارع حمد النيل.[3]

### أسواق أمبدة
ارتبط ذكر امبدة بسوق ليبيا الذي نشأ في الثمانينيات وهو من أشهر أسواق ولاية الخرطوم وينقسم إلى قسمين:
- سوق ليبيا المربعات.
- وسوق أبوزيد الذي يشتهر بالمصنوعات الجلدية والمواد الغذائية.
- وسوق الأخوان الذي يباع فيه الملابس المستعملة والأثاثات، وقد سمي سوق ليبيا لأن العربات المحملة بالبضائع كانت تأتي من ليبيا، وتقف عند هذا السوق لتوزيع البضائع
- من الأسواق أيضاً سوق (قندهار) الذي يزوره المئات من محبي اللحوم الحمراء سواء كانوا أجانب أو سودانيين. مع وجود حوالى (182) ألف رأس من الثروة الحيوانية سوق (كرور).

## وصلات خارجية
1. موسوعة السودان الرقمية.
2. http://e-omdurman.net.sd/ar
3. http://wikimapia.org/5678322/ar/بانت-غرب
4. موقع محلية أم درمان.